# Poggio Nativo
Poggio Nativo – miejscowość i gmina we Włoszech, w regionie Lacjum, w prowincji Rieti.
Według danych na rok 2004 gminę zamieszkiwało 2049 osób, 128,1 os./km².